# Бебуєшть
Бебуєшть, Бебуєшті (рум. Băbuești) — село у повіті Вилча в Румунії. Входить до складу комуни Деєшть.
Село розташоване на відстані 158 км на північний захід від Бухареста, 12 км на північ від Римніку-Вилчі, 109 км на північний схід від Крайови, 105 км на південний захід від Брашова.

## Населення
За даними перепису населення 2002 року у селі проживали 129 осіб, усі — румуни. Усі жителі села рідною мовою назвали румунську.